# Port lotniczy Krasnojarsk
Port lotniczy Krasnojarsk (IATA: KJA, ICAO: UNKL) – duży port lotniczy położony 37 km na północny zachód od centrum Krasnojarska, w Kraju Krasnojarskim, w Rosji. Potrafi obsłużyć w pełni załadowane największe samoloty świata takie jak Airbus A380 lub An-225 Mrija.

## Historia
Budowa lotniska Jiemieljanowo rozpoczęła się w 1970 roku po decyzji, że istniejące lotnisko „Krasnojarsk” (później znany jako „Krasnojarsk-Północ”), położony w granicach miasta nie można już rozbudowywać.
W 1975 roku w Krasnojarsku, powstał instytut „Sibaeroprojekt”.
Lotnisko zostało oddane do użytku w 1980 r., następnie kontynuowano do ukończenia budowy. Jest jednym z dwóch lotnisk w Krasnojarsku.
W 2005 r. został otwarty nowy terminal międzynarodowy lotniska (Terminal 2).
Od 2001 do 2006 w ciepłej porze roku, przeprowadzono remont drogi startowej i wymiany z powłoki asfaltowej na zbrojony polimer.
W 2008 roku lotnisko zamontowało system w wysokiej intensywności światła na pasie startowym – światła osiowe i światła strefy przyziemienia. Pas lotniska Jiemieljanowo – pierwszy z trzech w Rosji za Uralem, kategorię II ICAO (drugi – w Nowosybirsku-Tołmaczowo, trzeci – w Chabarowsk).
Linie lotnicze Lufthansa Cargo wykorzystuje port lotniczy jako kraj tranzytowy dla towarów z Europy do Japonii (i innych państw w Azji Południowo-Wschodniej), prowadzone przez przedsiębiorstwo lotnicze, posiadające podstawowy węzeł wymiany z Astaną (Kazachstan) w Krasnojarsku. Obecnie działa 100 lotów na miesiąc. Samoloty włoskich linii Cargoitalia wykorzystują lotnisko na tankowanie i konserwacją podczas lotów do Szanghaju.

## Linie lotnicze i połączenia
| Linia lotnicza       | Kierunek |
| -------------------- | --- |
| Aerofłot             | 1. Bangkok-Suvarnabhumi 2. Pekin-Daxing 3. Harbin 4. Moskwa-Szeremietiewo 5. Sankt Petersburg Sezonowo: 1. Phuket |
| Aero Nomad Airlines  | 1. Osz |
| Aurora               | 1. Chabarowsk 2. Władywostok 3. Jużnosachalińsk |
| Avia Traffic Company | 1. Biszkek 2. Osz |
| AZIMUT               | 1. Mineralne Wody 2. Ufa |
| Azur Air             | Sezonowe czartery: 1. Kolombo 2. Pattaya 3. Phuket |
| IrAero               | 1. Baku 2. Irkuck 3. Manzhouli 4. Nieriungri |
| KrasAvia             | 1. Abakan 2. Barnauł 3. Bajkit 4. Chara 5. Gornoałtajsk 6. Igarka 7. Irkuck 8. Chatanga 9. Kemerowo 10. Kodyńsk 11. Kyzył 12. Leńsk 13. Niżnieangarsk 14. Nowokuźnieck 15. Omsk 16. Orenburg 17. Podkamienna Tunguzka 18. Polarny 19. Siewiero-Jenisiejskij 20. Świetłogorsk 21. Taksimo 22. Talakan 23. Tomsk 24. Tura 25. Turuchansk 26. Ufa 27. Ułan Bator 28. Wanawara 29. Jakuck |
| NordStar             | 1. Kazań 2. Moskwa-Domodiedowo 3. Norylsk 4. Sankt Petersburg 5. Soczi 6. Ufa |
| Nordwind Airlines    | 1. Kazań 2. Machaczkała 3. Soczi |
| Pegas Fly            | 1. Moskwa-Szeremietiewo 2. Soczi Sezonowe czartery: 1. Phuket |
| Pobeda               | 1. Moskwa-Szeremietiewo 2. Moskwa-Wnukowo |
| Red Wings            | 1. Czelabińsk |
| Rossija              | 1. Ałmaty 2. Astana 3. Pekin-Daxing 4. Biszkek 5. Błagowieszczeńsk 6. Czyta 7. Gornoałtajsk 8. Irkuck 9. Chabarowsk 10. Mineralne Wody 11. Nowy Urengoj 12. Osz 13. Sankt Petersburg 14. Soczi 15. Taszkent 16. Tiumeń 17. Ułan-Ude 18. Jakuck 19. Jekaterynburg 20. Jużnosachalińsk Sezonowo: 1. Nowokuźnieck                                                                        |
| S7 Airlines          | 1. Brack (od 2 kwietnia 2024) 2. Irkuck 3. Moskwa-Domodiedowo 4. Nowosybirsk |
| Southwind Airlines   | Sezonowe czartery: 1. Antalya |
| Ural Airlines        | 1. Biszkek 2. Duszanbe 3. Harbin 4. Chodżent 5. Osz 6. Taszkent 7. Jekaterynburg |
| UTair Aviation       | 1. Irkuck 2. Moskwa-Wnukowo 3. Nowosybirsk 4. Surgut |
| UVT Aero             | 1. Kazań 2. Kemerowo 3. Niżniekamsk 4. Tobolsk |
| Uzbekistan Airways   | 1. Namangan 2. Taszkent |
| Yakutia Airlines     | 1. Soczi 2. Ułan-Ude 3. Jakuck |

### Cargo
| Linia lotnicza          | Kierunek                                                                                           |
| ----------------------- | -------------------------------------------------------------------------------------------------- |
| AirBridgeCargo Airlines | 1. Amsterdam 2. Hongkong 3. Szanghaj-Pudong 4. Moskwa-Szeremietiewo 5. Chicago-O’Hare 6. Zhengzhou |